# دوغ ميتشيل
دوغ ميتشيل (بالإنجليزية: Doug Mitchell)‏ (و. 1952  م) هو منتج أفلام إنجليزي، ولد في المملكة المتحدة.

## التعليم
تعلم في Strathallan School ‏.

## وصلات خارجية
- دوغ ميتشيل على موقع IMDb (الإنجليزية)
- دوغ ميتشيل على موقع قاعدة بيانات الفيلم (الإنجليزية)

- دوغ ميتشيل في قاعدة بيانات الأفلام على الإنترنت